# オーストラリアン・シェパード
オーストラリアン・シェパード（英：Australian Shepherd）とは、アメリカ合衆国のカリフォルニア州原産の牧羊犬種である。オーストラリアの名を持つが、実際はアメリカが原産である。愛称はオウシー。

## 歴史
1800年代にバスク地方からオーストラリアへ移住した羊飼いが牧羊犬として持ち込んだのが本種の先祖とする説が有力である。これらの羊飼いはその後、牧羊犬と共にアメリカ合衆国西部へ再移住した。この犬はグレート・ピレニーズ、ワーキング・コリー、ティモンズ・バイター、ラフ・コリー、スムース・コリー、ボーダー・コリーなどである。これらが自然に交雑して生まれた犬種であるが、初期にはオーストラリアから直接連れて来られた犬種であるとみなされていたため、このような犬種名になった。
現在は世界中で多く飼育されていて、牧羊犬としてだけでなく聴導犬や救助犬、麻薬探知犬や介助犬、ドッグスポーツ用の犬として広い分野で使われている。勿論、ペットやショードッグとしても人気が高い。日本でも人気がある犬種で、国内でもブリーディングが行われている。毎年登録が行われていて、2009年度の国内登録頭数順位は136位中61位である。

## 特徴
コリータイプの体型をした犬種である。脚は長く、マズルはやや短い。耳は垂れ耳である。ナチュラル ボブテイルという生まれながらの短尾なものもいるが、通常は尾が長く、ブリーダーが断尾して短くしている。コートはロングコート、毛色はブラックトライ・レッドトライ・ブルーマール・レッドマールの4色。アメリカ先住民から「ゴーストアイ」と呼ばれていた瞳の色は黒(アメリカでは茶色とする)のものと青のもの、オドアイ(黒と青)のものがいる。体高46～58.5cm、体重16～32kgの中型犬で、性格は陽気で優しく忠実である。他の犬や子供と遊ぶことも大好きで、しつけの飲み込みがよく状況判断力も富む。身体能力が高く、運動量はとても多い。かかりやすい病気は遺伝による股関節疾患や目の疾患で、ブルーマールでなく真っ白の毛色のものは生まれつきの難聴・失聴を患っている可能性が高いため注意が必要である。また、家系によってはかつてアメリカで行われた乱繁殖の影響により盲目が起こりやすい家系もあるので、入手の際はその家系でないか注意する。